# Maryse
Maryse ist eine Variante des Vornamens Maria.
Bekannte Namensträgerinnen:
- Maryse Alberti (* 1954), französische Kamerafrau
- Maryse Arley (1920–1967), französische Schauspielerin
- Maryse Bastié (1898–1952), französische Flugpionierin
- Maryse Castello (* 1973), französische Cellistin
- Maryse Condé (1934–2024), guadeloupische Schriftstellerin
- Maryse Éwanjé-Épée (* 1964), französische Hochspringerin
- Maryse Hilsz (1901–1946), französische Flugpionierin
- Maryse Elizabeth Patricia Kerrigan (1948–2006), britisches Fotomodell
- Maryse Luzolo (* 1995), deutsche Weitspringerin
- Maryse Martin (1906–1984), französische Schauspielerin und Sängerin
- Maryse Ouellet (* 1983), kanadische Wrestlerin und Model
- Maryse Perreault (* 1964), kanadische Shorttrackerin
- Maryse Pradervand-Kernen (* 1979), Schweizer Juristin
- Maryse Turcotte (* 1975), kanadische Gewichtheberin